# Baiersbronn
Baiersbronn – miejscowość i gmina w Niemczech, w kraju związkowym Badenia-Wirtembergia, w rejencji Karlsruhe, w regionie Nordschwarzwald, w powiecie Freudenstadt. Leży w Schwarzwaldzie, nad rzeką Murg, ok. 5 km na północny zachód od Freudenstadt, przy drodze krajowej B462.
W miejscowości znajduje się skocznia narciarska Große Ruhestein o rozmiarze HS 90, gdzie rozgrywane są zawody Pucharu Kontynentalnego w kombinacji norweskiej i w skokach narciarskich pań.
Z Baiersbronn pochodzi Svenja Würth, niemiecka skoczkini narciarska, mistrzyni świata.